# Nawira M19 2008
El Nawira M19 del 2008 fue la 3° edición del torneo de rugby juvenil de la confederación norteamericana.
Se disputó en Barbados.
El campeón clasificó al Trofeo Mundial de Rugby Juvenil 2009.

## Equipos participantes
- Selección juvenil de rugby de Barbados
- Selección juvenil de rugby de Guyana
- Selección juvenil de rugby de Islas Caimán
- Selección juvenil de rugby de Jamaica
- Selección juvenil de rugby de México
- Selección juvenil de rugby de Trinidad y Tobago

## Posiciones

### Grupo A
| Pos. | Equipo   | Encuentros | Encuentros | Encuentros | Encuentros | Tantos  | Tantos    | Tantos     | Puntos |
| Pos. | Equipo   | jugados    | ganados    | empatados  | perdidos   | a favor | en contra | diferencia | Puntos |
| ---- | -------- | ---------- | ---------- | ---------- | ---------- | ------- | --------- | ---------- | ------ |
| 1    | México   | 2          | 2          | 0          | 0          | 32      | 25        | + 7        | 6      |
| 2    | Jamaica  | 2          | 1          | 0          | 1          | 30      | 23        | + 7        | 4      |
| 3    | Barbados | 2          | 0          | 0          | 2          | 28      | 42        | - 14       | 2      |

Nota: Se otorgan 3 puntos al equipo que gane un partido, 2 al que empate y 1 al que pierda
|  | Finalista |

| 5 de julio | Barbados | 11 - 22 | Jamaica |  |  |

| 7 de julio | México | 12 - 8 | Jamaica |  |  |

| 9 de julio | Barbados | 17 - 20 | México |  |  |

### Grupo B
| Pos. | Equipo            | Encuentros | Encuentros | Encuentros | Encuentros | Tantos  | Tantos    | Tantos     | Puntos |
| Pos. | Equipo            | jugados    | ganados    | empatados  | perdidos   | a favor | en contra | diferencia | Puntos |
| ---- | ----------------- | ---------- | ---------- | ---------- | ---------- | ------- | --------- | ---------- | ------ |
| 1    | Islas Caimán      | 2          | 1          | 1          | 0          | 26      | 18        | + 8        | 5      |
| 2    | Guyana            | 2          | 1          | 0          | 1          | 28      | 31        | - 3        | 4      |
| 3    | Trinidad y Tobago | 2          | 0          | 1          | 1          | 15      | 20        | - 5        | 3      |

Nota: Se otorgan 3 puntos al equipo que gane un partido, 2 al que empate y 1 al que pierda
|  | Finalista |

| 5 de julio | Islas Caimán | 21 - 13 | Guyana |  |  |

| 7 de julio | Guyana | 15 - 10 | Trinidad y Tobago |  |  |

| 9 de julio | Islas Caimán | 5 - 5 | Trinidad y Tobago |  |  |

### Definición 5° puesto
| 12 de julio | Barbados | 19 - 22 | Trinidad y Tobago |  |  |

### Definición 3° puesto
| 12 de julio | Jamaica | 12 - 0 | Guyana |  |  |

### Final
| 12 de julio | Islas Caimán | 22 - 3 | México |  |  |

| Bandera de Islas Caimán |
| Campeón Islas Caimán    |
| Primer título           |